# Cocky
Cocky (с англ. — «Дерзкий») — пятый студийный альбом Kid Rock. Выпущенный в 2001 году, это его третий релиз для Atlantic Records.
Альбом известен тем, что включает балладу «Picture», записанную в дуэте с Шерил Кроу. В мае 2011 года альбом был сертифицирован RIAA 5 × платиновым, и по состоянию на декабрь 2013 года в США было продано 5 344 000 копий.
Согласно его официальному сайту, на котором в январе 2016 года было отмечено его 45-летие, 26 августа 2008 года Кокки получил 6-кратный платиновый статус. Однако RIAA сертифицировало альбом только на 5-кратную платину.
Альбом был посвящён бывшему ассистенту Рока Джо К., который умер в ноябре прошлого года от осложнений глютеновой болезни. Для альбома было написано 75 песен, но только 30 из них были записаны в качестве песни для альбома. Одной из записанных песен, не вошедших в альбом, была «If I Was President», стандартная блюзовая песня, которую Рок часто играет на концертах. Ещё одна песня, которая не попала в альбом, — это панегирик Джо К. «In Your Lifetime». «Picture» получил номинацию CMA в 2003 году в категории «Вокальное событие года» и впоследствии стал первым золотым синглом Рока. Некоторые песни, записанные во время сессий этого альбома, появились на одноимённом альбоме Рока.
Дата выпуска: 20 ноября 2001 г.
Запись 1999—2001 гг.
Studio Clarkston Chophouse, Кларкстон, Мичиган
Жанр: Альтернативный рок, кантри-рок, сатерн-рок, рэп-рок, ню-метал

## Track listing
| No. | Title                                        | Writer(s)                                                                                          | Length |
| --- | -------------------------------------------- | -------------------------------------------------------------------------------------------------- | ------ |
| 1.  | «Trucker Anthem»                             | M. O’Brien, D. Reeves, R.J. Ritchie, M. Shaffer, H. Stothart, D. McDaniels, R. Simmons, J. Simmons | 4:39   |
| 2.  | «Forever»                                    | F. Beauregard, Ritchie, Shaffer                                                                    | 3:46   |
| 3.  | «Lay It on Me»                               | Ritchie, Shaffer                                                                                   | 4:56   |
| 4.  | «Cocky»                                      | Beauregard, Ritchie, Shaffer                                                                       | 3:57   |
| 5.  | «What I Learned Out on the Road»             | Ritchie, Shaffer                                                                                   | 4:58   |
| 6.  | «I’m Wrong, But You Ain’t Right»             | Ritchie                                                                                            | 4:56   |
| 7.  | «Lonely Road of Faith»                       | Ritchie                                                                                            | 5:28   |
| 8.  | «You Never Met a Motherfucker Quite Like Me» | Ritchie, R. Van Zant, A. Collins                                                                   | 4:53   |
| 9.  | «Picture» (featuring Sheryl Crow)            | Ritchie                                                                                            | 4:58   |
| 10. | «I’m a Dog»                                  | Ritchie, K. Olson                                                                                  | 3:36   |
| 11. | «Midnight Train to Memphis»                  | Ritchie, Shaffer                                                                                   | 4:44   |
| 12. | «Baby Come Home»                             | Ritchie                                                                                            | 3:08   |
| 13. | «Drunk in the Morning»                       | Ritchie                                                                                            | 5:31   |
| 14. | «WCSR» (featuring Snoop Dogg)                | |        |